# Монтвид
Монтвид (лит. Mantvydas, пол. Monwid; между 1313 и 1315 — 2 февраля 1348, р. Стрева) — литовский князь из династии Гедиминовичей, сын великого князя литовского Гедимина.

## Биография
Точно неизвестно, каким по счёту сыном Гедимина был Монтвид. Ранее считалось, что он был старшим сыном и родился около 1288 года. Однако новые исследования отвергают эту точку зрения. Например, польский историк Тенговский считает, что он был младшим сыном великого князя и родился между 1313 и 1315 годами. Иногда Монтвид отождествляется с гродненским князем Патрикеем, однако ныне эта версия не находит поддержки среди историков. По литовско-белорусским летописям, Монтвид получил от отца во владение Карачев и Слоним. По другим источникам, получил керновское княжество — именно эта версия получила широкое распространение в историографии.
Дата смерти также остаётся спорной. Очевидно, что он умер до 1352 года, так как не упомянут в заключенном в это время польско-литовском договоре. Согласно хронике Маттиаса Нойенбургского, два брата литовского «короля» погибли в битве на реке Стреве 2 февраля 1348 года. Одним из братьев был Наримунт-Глеб, а вторым в литературе обычно называют именно Монтвида. Неизвестно, был ли он женат и имел ли детей.